# Wołyń
Pour l’article homonyme, voir Wołyń (Łódź).
Pour plus de détails, voir Fiche technique et Distribution.
Wołyń (Volhynie) est un film polonais réalisé par Wojciech Smarzowski sorti en 2016. C'est le premier film sur les massacres de Volhynie, une épuration ethnique perpétrée par l’Armée insurrectionnelle ukrainienne (UPA) pendant la seconde guerre mondiale sur les Polonais.

## Synopsis
Au printemps 1939, Zosia, une jeune paysanne polonaise, est amoureuse d'un garçon ukrainien du même village, mais sa famille l'oblige à épouser un veuf riche. Lorsque la Seconde Guerre mondiale éclate, Zosia se retrouve au milieu des événements de l'été de 1943 et en particulier du "Dimanche Sanglant" du 11 juillet 1943 et essaie de survivre.
Wojciech Smarzowski a écrit le scénario du film à partir des nouvelles de Stanisław Srokowski écrites du point de vue d'un enfant et des souvenirs de témoins et après près de deux ans de recherches historiques.

## Fiche technique
- Titre : Wołyń
- Titre original : Wołyń
- Réalisation : Wojciech Smarzowski
- Scénario : Wojciech Smarzowski
- Société de production : Film IT.
- Musique : Mikołaj Trzaska
- Photographie : Piotr Sobociński
- Montage : Paweł Laskowski
- Costumes : Paweł Grabarczyk, Magdalena Rutkiewicz-Luterek, Wanda Kowalska, Agata Drozdowska
- Pays d'origine : Pologne
- Genre : Film dramatique
- Durée : 150 minutes
- Dates de sortie :  
  - Pologne : 23 septembre 2016 (Festival du film polonais de Gdynia)
  - Pologne : 7 octobre 2016

### Production
Le tournage a eu lieu à Lublin, Kolbuszowa, Kazimierz Dolny, Rawa Mazowiecka, Sanok et Skierniewice et s'est déroulé du 19 septembre 2014 au 21 août 2015.

## Distribution
- Michalina Łabacz : Zosia Głowacka
- Arkadiusz Jakubik : Maciej Skiba
- Wasyl Wasyłyk : Petro
- Adrian Zaremba : Antek Wilk
- Izabela Kuna : madame Głowacka, mère de Zosia
- Jacek Braciak : monsieur Głowacki, père de Zosia
- Maria Sobocińska : Helena Głowacka-Huk, sœur de Zosia
- Aleksandr Zbarażski : Wasyl Huk, mari d'Helena
- Andrzej Popiel : Romek Głowacki, frère de Zosia
- Matylda Krajewska : Marysia Skiba, fille de Maciej
- Ignacy Sut : Franek Skiba, fils de Maciej
- Lech Dyblik : Hawryluk, voisin des Skiba
- Tomasz Sapryk : Izaak Menzl
- Wojciech Zieliński : Chmura
- Gabriela Muskała : Bronka
- Marcin Sztabiński : Staszek Kwiatkowski
- Oleksandr Chesherov : Mykola
- Roman Skorovskiy : Stiepan Szuma
- Iryna Składan  : Olga Hapyna
- Ołeś Fedorczenko  : Iwan Huk
- Janusz Chabior  : Prêtre Joseph
- Serhij Baczyk  : Andrij
- Wołodymyr Prociuk :

## Récompenses

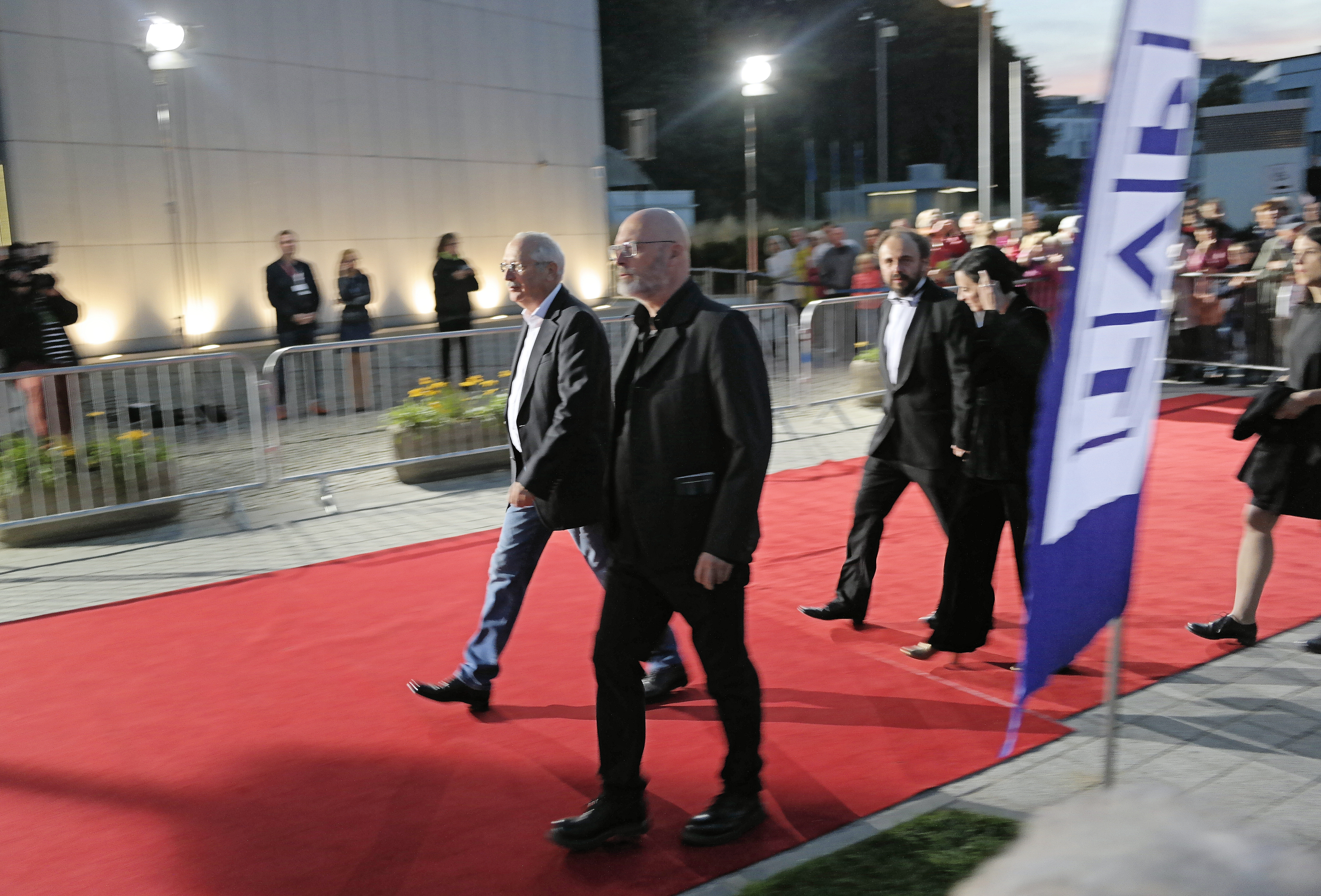
Wojciech Smarzowski au Festival du film de Gdynia 2016 pour Wołyń

- Wojciech Smarzowski au Festival du film de Gdynia 2016 pour Wołyńau 41e Festival du film polonais de Gdynia, en 2016
  - meilleure photo, pour Piotr Sobociński
  - meilleur début d'actrice pour Michalina Łabacz
  - prix pour Ewa Drobiec
- au 19e Polskie Nagrody Filmowe, en 2017
  - Meilleur film
  - Meilleur réalisateur : Wojciech Smarzowski
  - Meilleure photographie : Piotr Sobociński
  - Meilleure musique : Mikołaj Trzaska
  - Meilleure scénographie
  - Meilleurs costumes
  - Meilleur montage
  - Meilleure œuvre
  - Prix du public
- au 5e Waterloo Historical Film Festival (Belgique) 2017
  - Prix du meilleur film du Jury Jeune Europe
  - Meilleurs décors et costumes
  - Meilleure actrice pour Michalina Łabacz